# Double défi
Double défi est un jeu télévisé québécois animé par Gilles Payer et diffusé entre le 5 juin 1989 et le 1er septembre 1990 sur le réseau TVA. Le rôle d'annonceur et d'animateur de foule fut tenu par Gino Chouinard. Il s'agissait d'une adaptation du jeu américain Double Dare. Il s'adressait aux écoliers de 10 à 15 ans.